# Arthuro Henrique Bernhardt
Arthuro Henrique Bernhardt (Florianópolis, 27 d'agost de 1982), conegut simplement com a Arthuro, és un futbolista brasiler amb nacionalitat italo-brasilera que ocupa la posició de migcampista.
Va començar a destacar al Middlesbrough anglès. El 2003 marxa a la competició espanyola, on militaria en diversos equips, com el Racing de Santander o l'Sporting de Gijón, entre d'altres. Posteriorment hi juga a l'Steaua de Bucarest i al Terek Grozni, per retornar al seu país el 2009, a les files del Flamengo. Als pocs mesos, retorna a la competició espanyola, al Celta de Vigo.